# Bathyaulax vannouhuysae
Bathyaulax vannouhuysae är en stekelart som beskrevs av Kaartinen och Donald L.J. Quicke 2007. Bathyaulax vannouhuysae ingår i släktet Bathyaulax och familjen bracksteklar. Inga underarter finns listade.